# Alex Dowsett
Alex Dowsett (ur. 3 października 1988 w Maldon) – brytyjski kolarz szosowy. Specjalizował się w jeździe indywidualnej na czas.

## Życiorys

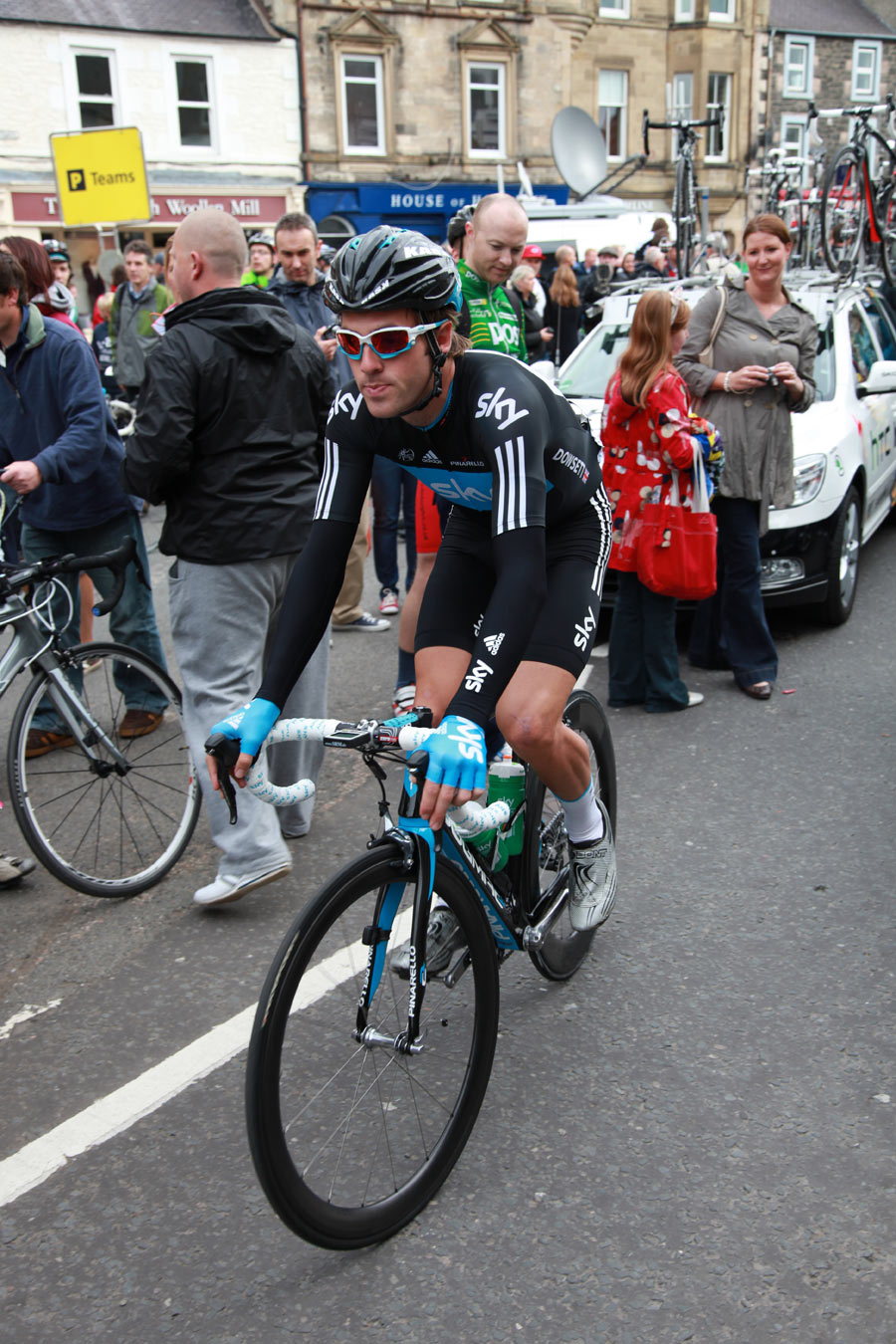
Dowsett podczas Tour of Britain (2011)

Ukończył Elm Green Preparatory School w Little Baddow oraz King Edward VI Grammar School w Chelmsford.
Przygodę z kolarstwem zaczynał w Brytyjskiej Akademii Olimpijskiej. W latach 2008–2009 dwukrotnie wygrał Mistrzostwa Wielkiej Brytanii w jeździe indywidualnej na czas, w kategorii U23. W 2009 ścigał się w amatorskiej drużynie 100% Me. W 2010 zdobył srebro w jeździe indywidualnej na czas podczas Igrzysk Wspólnoty Narodów.
W 2011 podpisał profesjonalny kontrakt z drużyną Sky Procycling. Na pierwszy sukces nie trzeba było długo czekać. Wygrał zawody London Nocturne, niedługo potem zajął 5. miejsce w Post Danmark Rundt, pomagając Simonowi Gerransowi w odniesieniu zwycięstwa w klasyfikacji generalnej. W tym samym roku wywalczył Mistrzostwo Wielkiej Brytanii w kolarstwie szosowym w jeździe indywidualnej na czas w kategorii U23 oraz zwyciężył na 8a. etapie Tour of Britain. W marcu 2012 złamał łokieć podczas wyścigu Driedaagse van De Panne-Koksijde. 2 maja 2015 pobił rekord świata w jeździe godzinnej na torze kolarskim UCI. Choruje na hemofilię.

## Najważniejsze zwycięstwa i sukcesy
2006
- 1. miejsce w mistrzostwach Wielkiej Brytanii juniorów – wyścig ze startu wspólnego
- 1. miejsce w mistrzostwach Wielkiej Brytanii juniorów – jazda ind. na czas na dystansie 10 mil i 25 mil

2008
- 1. miejsce w mistrzostwach Wielkiej Brytanii (jazda ind. na czas) – kategoria U23

2009
- 1. miejsce w GP Richmond
- 1. miejsce w mistrzostwach Wielkiej Brytanii (jazda ind. na czas) – kategoria U23
- 7. miejsce w mistrzostwach świata – (jazda ind. na czas) – kategoria U23

2010
- 1. miejsce w mistrzostwach Europy (jazda ind. na czas) – kategoria U23
- 2. miejsce na prologu Tour of Utah
- 2. miejsce na prologu Tour de l’Avenir
- 2. miejsce w Igrzyskach Wspólnoty Narodów (jazda ind. na czas)

2011
- 1. miejsce w mistrzostwach Wielkiej Brytanii (jazda ind. na czas)
- 1. miejsce na 8a etapie Tour of Britain
- 5. miejsce w Post Danmark Rundt
- 3. miejsce w Chrono des Nations

2012
- 1. miejsce w mistrzostwach Wielkiej Brytanii (jazda ind. na czas)
- 2. miejsce w Duo Normand
- 8. miejsce w mistrzostwach świata (start wspólny)

2013
- 1. miejsce na 8. etapie Giro d’Italia
- 1. miejsce w mistrzostwach Wielkiej Brytanii (jazda ind. na czas)

2014
- 3. miejsce w mistrzostwach Wielkiej Brytanii (jazda ind. na czas)
- 1. miejsce w Igrzyskach Wspólnoty Narodów (jazda ind. na czas)
- 8. miejsce w Tour of Britain
  - 2. miejsce na 6. etapie

2015
- 1. miejsce w Bayern Rundfahrt
  - 1. miejsce na 4. etapie
- 1. miejsce w mistrzostwach Wielkiej Brytanii (jazda ind. na czas)
- 3. miejsce w mistrzostwach świata (jazda druż. na czas)

2016
- 1. miejsce w mistrzostwach Wielkiej Brytanii (jazda ind. na czas)
- 1. miejsce na 7. etapie Tour de Pologne

2017
- 2. miejsce w mistrzostwach Wielkiej Brytanii (jazda ind. na czas)

2018
- 3. miejsce w mistrzostwach Wielkiej Brytanii (jazda ind. na czas)

2019
- 1. miejsce w mistrzostwach Wielkiej Brytanii (jazda ind. na czas)

2020
- 1. miejsce na 8. etapie Giro d’Italia

2021
- 1. miejsce na etapie 1b Settimana Internazionale di Coppi e Bartali (jazda druż. na czas)